# Worki płucne
Worek płucny, płuco – narząd oddechowy niektórych pajęczaków, określanych jako płucodyszne.
Pajęczaki mają od 1 do 4 par tych worków zlokalizowanych w opistosmie. Mają one postać workowatej komory o przedniej ściance z licznymi, blaszkowatymi uwypukleniami obmywanymi przez hemolimfę. Do komory prowadzi szczelinowata przetchlinka. Natleniona hemolimfa jest odbierana z worków płucnych przez żyły płucne, którymi dociera do zatoki osierdziowej i serca. Narządy te są homologiczne ze skrzelami ostrogonów i nie należy ich mylić z płucotchawkami, które występują tylko u części pająków.